# Византийско-венецианский мирный договор (1390)
Византийско-венецианский договор 1390 года — заключённое 2 июня 1390 г. соглашение между Византийской империей и Венецианской республикой, которое продлило перемирие между двумя державами и венецианские торговые привилегии в Византии.
Он был подписан во время недолгого правления Иоанна VII Палеолога, после четырнадцати лет безрезультатных переговоров о возобновлении действия предыдущего договора. 1376 г. н также подтвердил долги византийских императоров перед Венецией: 17 163 иперпир в качестве возмещения ущерба венецианским купцам, которые должны быть выплачены пятью ежегодными платежами; 30 тыс. золотых дукатов с процентами за заложенные во время византийской гражданской войны 1341—1347 годов императорские драгоценности; и предоставленные Иоанну V Палеологу в 1352 г 5 тыс. дукатов. Договор послужил основой для всех последующих венецианско-византийских договоров, которые почти дословно возобновлялись в 1406, 1412, 1418, 1423, 1431, 1436, 1442 и в 1447 г.